# Tongcshang
Tongcshang (hangul: 동창군, Tongcshang-kun, handzsa: 東倉郡, RR: Tongch'ang-kun, ’keleti magtár’) megye Észak-Koreában, Észak-Phjongan (P'yŏngan) tartományban.
1952-ben hozták létre Cshangszong (Ch'angsŏng) megye egyes részeiből.

## Földrajza
Északról Pjoktong (Pyŏktong) megye, északnyugatról Cshangszong (Ch'angsŏng) megye, nyugatról Tegvan (Taegwan) megye, délről Thecshon (T'aech'ŏn) megye, délkeletről Unszan (Unsan) megye, északkeletről pedig Csagang (Chagang) tartomány Szongvon (Songwŏn) és Usi megyéi határolják. Legmagasabb pontja az 1159 méter magas Tanphungdokszan (단풍덕산; 丹楓㯖山, Tanp'ungdŏksan).

## Közigazgatása
1 községből (up (ŭp)), 16 faluból (ri (ri)) és 1 munkásnegyedből (rodongdzsagu (rodongjagu)) áll:
| - Tongcshang-up (동창읍; 東倉邑, Tongch'ang-ŭp) - Kodzsik-ri (고직리; 高直里, Kojik-ri) - Kurjong-ri (구룡리; 九龍里, Kuryong-ri) - Tedong-ri (대동리; 大洞里, Taedong-ri) - Turjong-ri (두룡리; 頭龍里, Turyong-ri) - Rjongdu-ri (룡두리; 龍頭里, Ryongdu-ri) - Rjulgok-ri (률곡리; 栗谷里, Ryulgok-ri) - Ricshon-ri (리천리; 梨川里, Rich'ŏn-ri) - Pongnjong-ri (봉룡리; 鳳龍里, Pongryong-ri) | - Szongphjong-ri (성평리; 城坪里, Sŏngp'yŏng-ri) - Sinan-ri (신안리; 新安里, Sinan-ri) - Cshangam-ri (창암리; 倉巖里, Ch'angam-ri) - Cshongnjong-ri (청룡리; 靑龍里, Ch'ŏngryong-ri) - Hakpong-ri (학봉리; 鶴峯里, Hakpong-ri) - Hakszong-ri (학송리; 鶴松里, Haksong-ri) - Hvaphung-ri (화풍리; 和豊里, Hwap'ung-ri) - Höszang-ri (회상리; 會上里, Hoesang-ri) - Teju-rodongdzsagu (대유로동자구; 大楡勞動者區, Taeyu-rodongjagu) |

## Gazdaság
Tongcshang (Tongch'ang) megye gazdasága földművelésre, bányászatra és erdőgazdálkodásra épül.

## Oktatás
Tongcshang (Tongch'ang) megye egy mezőgazdasági főiskolának, 19 általános iskolának, és 16 középiskolának ad otthont.

## Egészségügy
A megye ismeretlen számú egészségügyi intézménnyel rendelkezik.

## Közlekedés
A megye közutakon a szomszédos megyék felől közelíthető meg. A megye vasúti kapcsolattal nem rendelkezik.